# Sonny Jurgensen
Sonny Jurgensen, pseudonimo di Christian Adolph Jurgensen III (Wilmington, 23 agosto 1934), è un ex giocatore di football americano statunitense, indotto nella Pro Football Hall of Fame nel 1983.

## Carriera professionistica

### Philadelphia Eagles
Jurgensen fu scelto nel corso del quarto giro (43º assoluto) del Draft NFL 1957 dai Philadelphia Eagles. Inizialmente fu il quarterback di riserva della franchigia, nel 1957 dietro a Bobby Thomason e dal 1958 al 1960, anno quest'ultimo in cui vinse il campionato NFL, alle spalle di Norm Van Brocklin. Dopo il ritiro di Van Brocklin, nel 1961 divenne il giocatore di punta della squadra, disputando una stagione di successo in cui stabilì il record NFL con 3.723 yard passate e pareggiò quello di passaggi da touchdown con 32. Per queste prestazioni fu convocato per il Pro Bowl e inserito nel First-team All-Pro. Dopo un 1963 segnato dagli infortuni, Jurgensen fu scambiato coi Washington Redskins il 1º aprile 1964 in cambio del quarterback Norm Snead e del cornerback Claude Crabb.

### Washington Redskins
Jurgensen divenne il titolare dei Redskins nel 1964, venendo convocato per il suo secondo Pro Bowl e inserito nel Second-team All-Pro. Nella stagione successiva, una delle migliori prestazioni della sua carriera giunse contro i Dallas Cowboys, con cui Washington si era trovata in svantaggio per 21-0. Jurgensen passò 411 yard, guidando i suoi alla rimonta e vincendo per 34–31, con un touchdown segnato su corsa e uno passato.
Nel 1967, Jurgensen superò il suo stesso primato con 3.747 yard passate e stabilì i record NFL stagionali per passaggi tentati (508) e completati (288). L'anno successivo perse la maggior parte delle partite a causa di fratture alle costole e di un'operazione chirurgica al gomito. Riuscì comunque a pareggiare il record NFL per il più lungo passaggio della storia, una giocata da 99 yard per Jerry Allen il 15 settembre 1968 contro i Chicago Bears. Curiosamente, tre dei primi quattro passaggi da 99 yard della storia della lega furono da parte di quarterback di Washington (Frank Filchock per Andy Farkas nel 1939 e George Izo per Bobby Mitchell nel 1963 gli altri due). Da allora, nessun altro quarterback dei Redskins ha più completato un passaggio da 99 yard.

## Palmarès

### Franchigia
- Campionati NFL : 1

Philadelphia Eagles: 1960

### Individuale
- Convocazioni al Pro Bowl: 5

1961, 1964, 1966, 1967, 1969
- All-Pro: 5

1961, 1964, 1966, 1967, 1969
- Leader della NFL in passaggi da touchdown: 2

1961, 1967
- 70 Greatest Redskins
- Formazione ideale della NFL degli anni 1960
- Pro Football Hall of Fame (classe del 1983)

## Statistiche
| Yard passate  | 32.224 |
| Touchdown     | 255    |
| Intercetti    | 189    |
| Passer rating | 82,6   |